# RMS Lusitania
O RMS Lusitania foi um navio de passageiros britânico que esteve em operação durante o início do século XX. A embarcação foi detentora da Flâmula Azul e, brevemente, o maior navio de passageiros do mundo até a conclusão de seu navio irmão, o Mauretania. A Cunard Line lançou o Lusitania em 1906, em uma época de forte concorrência pelo comércio do Atlântico Norte. Ele fez um total de 202 travessias transatlânticas.
As companhias de navegação alemãs eram fortes concorrentes no comércio transatlântico, e a Cunard respondeu tentando superá-los em velocidade, capacidade e luxo. Tanto o Lusitania como o Mauretania foram equipados com novos e revolucionários motores de turbina que lhes permitiram manter uma velocidade operacional de 25 nós (46 km/h; 29 mph). Eles eram equipados com elevadores, telégrafo sem fio e luz elétrica, e forneciam 50% mais espaço para passageiros do que qualquer outro navio; os conveses de primeira classe eram notáveis por seu mobiliário suntuoso.
A Marinha Real havia bloqueado a Alemanha no início da Primeira Guerra Mundial. Quando o Lusitania partiu de Nova Iorque para a Grã-Bretanha em 1 de maio de 1915, a guerra submarina alemã estava se intensificando no Atlântico. A Alemanha declarou que os mares ao redor do Reino Unido eram uma zona de guerra; a embaixada alemã nos Estados Unidos colocou um anúncio de jornal alertando as pessoas sobre os perigos de navegar no Lusitania. Na tarde de 7 de maio, um submarino alemão torpedeou o Lusitania, a 18 km da costa sul da Irlanda e dentro da zona declarada de guerra. Uma segunda explosão interna o levou para o fundo do mar em apenas 18 minutos, com a morte de 1 198 passageiros e tripulantes.
Como os alemães afundaram, sem aviso prévio, o que era oficialmente um navio não-militar, muitos os acusaram de infringir as regras marítimas internacionalmente reconhecidas. Os alemães justificaram a ação ao dizer que o Lusitania transportava centenas de toneladas de munições de guerra, tornando-o assim um alvo militar legítimo, e argumentou que os navios mercantes britânicos violavam as regras marítimas desde o início da guerra.
O naufrágio causou uma série de protestos nos Estados Unidos devido ao fato de 128 cidadãos americanos estarem entre as vítimas. O naufrágio ajudou a mudar a opinião pública nos Estados Unidos contra a Alemanha, e foi um fator na declaração de guerra dos Estados Unidos quase dois anos depois. Após a Primeira Guerra Mundial, os sucessivos governos britânicos afirmaram que não havia munições a bordo do Lusitania e que os alemães não se justificaram ao tratar a embarcação como um navio de guerra. Em 1982, o chefe de departamento da North America Department admitiu que há uma grande quantidade de munição nos destroços, alguns dos quais são altamente perigosos e representam um risco de segurança para os mergulhadores.

## Antecedentes
O Lusitania e o Mauretania foram comissionados pela Cunard em resposta à crescente concorrência no mercado transatlântico, em particular as alemãs Norddeutscher Lloyd (NDL) e Hamburg-Amerika Linie (HAPAG). Eles tinham navios maiores, mais rápidos, mais modernos e mais luxuosos do que a Cunard, que a partir dos portos alemães, capturavam o lucrativo comércio de emigrantes que deixavam a Europa para a América do Norte. Em 1897, o transatlântico da NDL Kaiser Wilhelm der Grosse conquistou a Flâmula Azul que pertencia até então ao Campania da Cunard, perdendo o prêmio em 1900 para o Deutschland da HAPAG. A NDL recuperou o prêmio três anos depois com os novos Kaiser Wilhelm II e Kronprinz Wilhelm. Como resultado, a Cunard viu seu número de passageiros caírem com os chamados "transatlânticos da Classe Kaiser".
O presidente da Cunard, Lord Inverclyde, se aproximou do governo britânico para obter assistência. Confrontados com o iminente colapso da frota de navios britânicos e a consequente perda de prestígio nacional, bem como a reserva de navios para fins de guerra, concordaram em ajudar. Em um acordo assinado em junho de 1903, a Cunard recebeu um empréstimo de 2,6 milhões de libras esterlinas para financiar duas embarcações, reembolsáveis em 20 anos a uma taxa de juros favorável de 2,75%. Os navios receberiam um subsídio operacional anual de £ 75 000 cada, além de um contrato de correio no valor de £ 68 mil. Em troca, os navios seriam construídos de acordo com as especificações do Almirantado para que pudessem ser utilizados como cruzadores auxiliares em tempos de guerra.

## Construção

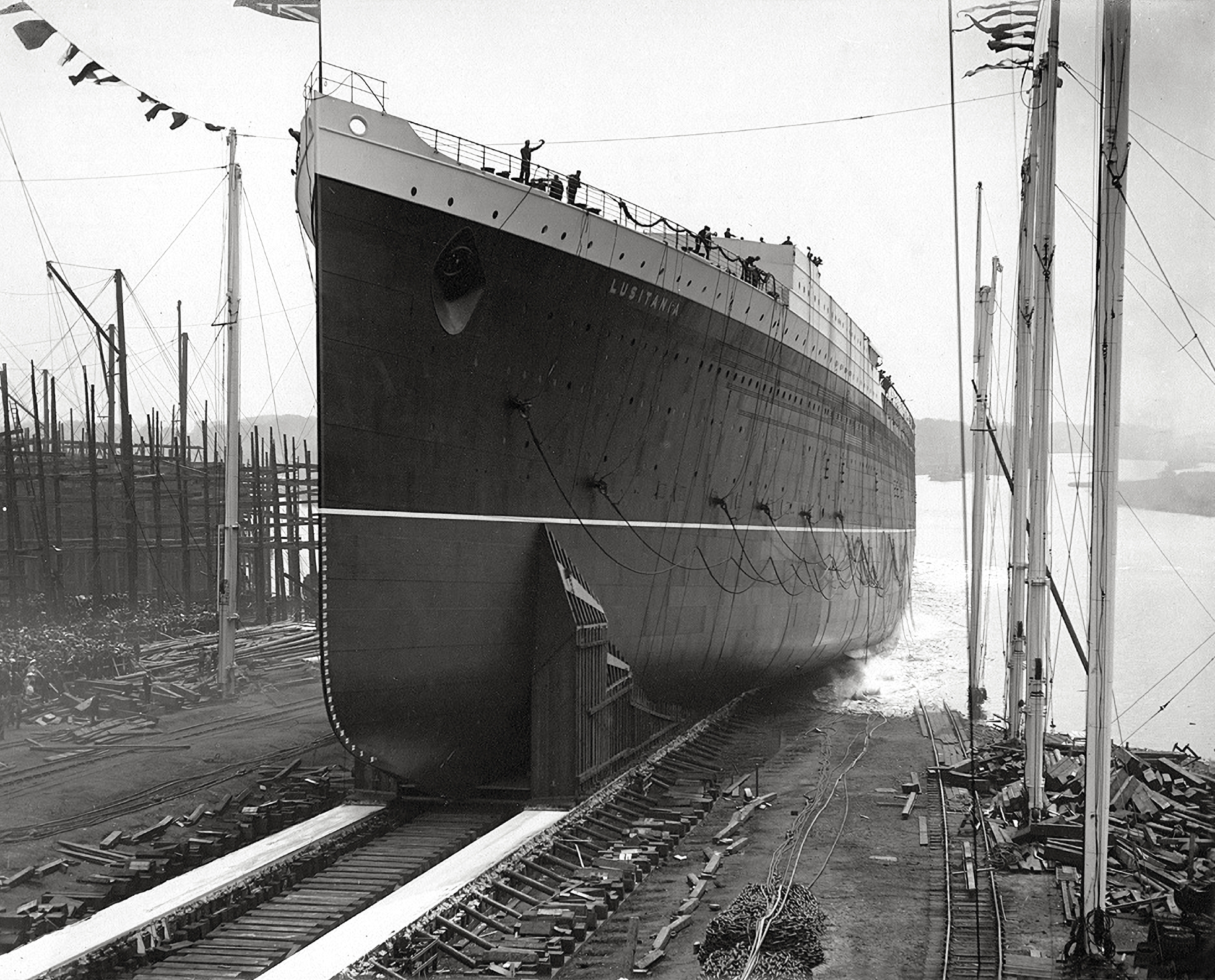
O Lusitania durante seu lançamento, 7 de junho de 1906.

O Lusitania foi construído nos estaleiros da John Brown & Company em Clydebank, Escócia. Sua construção começou em 16 de junho de 1904 com o batimento de sua quilha. A Cunard o apelidou de "navio escocês", em contraste com o Mauretania, cujo contrato de construção foi assinado com os estaleiros da Swan Hunter na Inglaterra, onde sua construção iniciou três meses depois.
Ele foi lançado ao mar em 7 de junho de 1906, oito semanas depois do planejado devido à greves e oito meses após a morte de Lord Inverclyde. A Princesa Luísa foi convidada para nomear o navio, mas não pôde comparecer, então a honra coube à viúva de Inverclyde, Mary. O lançamento contou com 600 convidados e milhares de espectadores. Suas hélices foram montadas ainda durante sua construção, medida que foi alterada em lançamentos posteriores; as hélices só seriam instaladas em doca seca, já que estas poderiam ser danificadas em caso de colisão com outro objeto.
Seus motores foram testados em junho de 1907, antes de realizar os testes completos programados para julho. Um cruzeiro preliminar foi organizado para o dia 27 de julho com representantes da Cunard, do Almirantado, da Junta Comercial e John Brown a bordo. A embarcação alcançou uma velocidade de 25,6 nós (47,4 km/h; 29,5 mph) em Skelmorlie com suas turbinas funcionando a 194 rotações por minuto, produzindo 76 mil shp. Em altas velocidades, a embarcação sofreu com vibrações na popa, assim tornando inabitável o alojamento de segunda classe. A causa da vibração foi mais tarde atribuída a um problema nas hélices. A solução foi adicionar um endurecimento interno à popa do navio, mas isso exigiu remover as áreas de segunda classe e depois reconstruí-las. Em 29 de julho, o Lusitania partiu para seus testes marítimos. Durante três dias foram testadas suas capacidades de manobra, paradas de emergência e velocidade. Ele navegou mais de 300 milhas (480 km) a uma velocidade média de 25,4 nós, confortavelmente maior que os 24 nós exigidos pelo contrato do Almirantado. A embarcação foi finalmente entregue à Cunard em 26 de agosto.

## Carreira

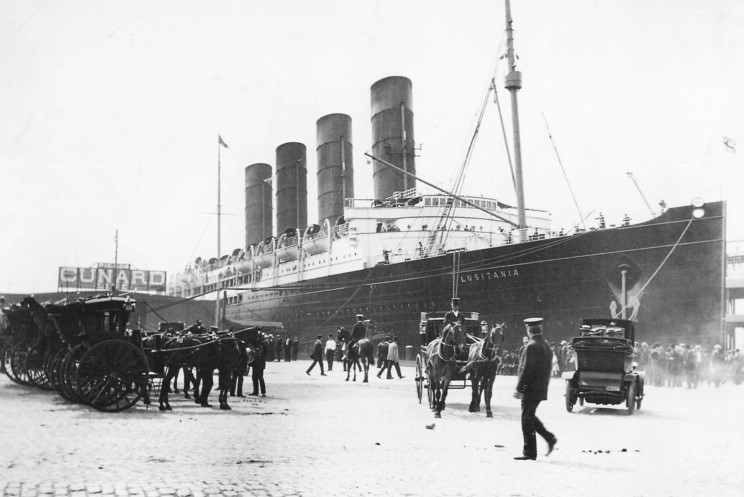
Lusitania chegando em Nova York ao final de sua viagem inaugural.

O Lusitania fez a sua viagem inaugural em 7 de setembro de 1907, sob o comando de James Watt, fazendo o trajeto na rota entre Liverpool e Nova York, com parada em Queenstown (atualmente Cobh). Uma multidão de 200.000 pessoas se reuniu no porto de Liverpool para se despedir do maior navio já construído, que partiu às 21h para o porto irlandês de Queenstown, onde faria uma parada para pegar mais passageiros.
Às 12h10 do dia seguinte, ele continuou seu curso para Nova York através do Atlântico. Nas primeiras 24 horas ele fez 561 milhas (903 km), somadas ao total de milhas diárias percorridas nos quatro dias seguintes: 575, 570, 593 e 493 milhas, antes de chegar a Sandy Hook, às 9h05 do dia 13 de setembro, levando 5 dias e 54 minutos para atravessar o Atlântico. No porto de Nova York, multidões se reuniram nas margens do rio Hudson, do Battery Park ao Pier 56 para receber o Lusitania na sua chegada ao porto, por isso a polícia foi ao local para controlar a multidão e prevenir incidentes. Após atracar nas docas de Nova York, o navio permaneceu aberto ao público durante a próxima semana, estando disponível para visitas guiadas.
Celebração Hudson-Fulton

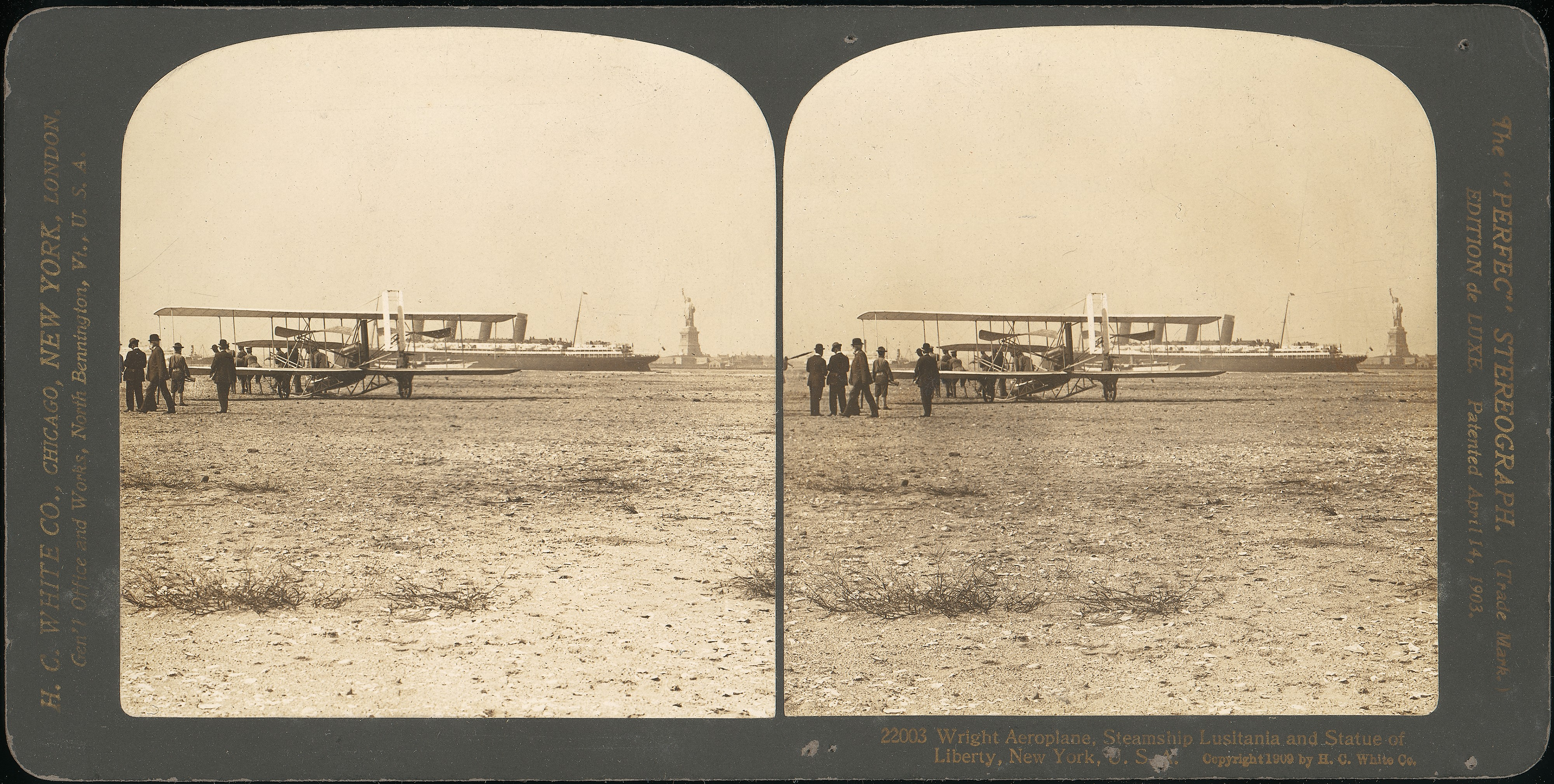
O Lusitania ao fundo próximo a Estátua da Liberdade.

O Lusitania e outros navios participaram da Hudson-Fulton Celebration na cidade de Nova York do final de setembro ao início de outubro de 1909. A celebração também foi uma exibição dos diferentes modos de transporte existentes, o Lusitania, representando o mais novo avanço na tecnologia de navios a vapor. Um novo modo de viagem foi o avião. Wilbur Wright trouxe um Flyer para Governors Island e fez voos de demonstração diante de milhões de nova-iorquinos que nunca tinham visto uma aeronave. Algumas das viagens de Wright foram diretamente sobre o Lusitania e ainda existem várias fotografias do Lusitania daquela semana. 
Onda Gigante
Durante uma travessia de Liverpool — Nova York , em janeiro de 1910, o Lusitania encontrou uma onda de 23 metros (75 pés) de altura e quando atingiu a proa, danificou o convés do castelo de proa, quebrou algumas escotilhas e quando bateu contra a ponte, acabou deslocando a mesma em centímetros para trás. O Lusitania assim como o RMS Mauretania, foram projetados para quebrar ondas e não para cavalgá-las, mas a onda acabou ferindo alguns tripulantes e deixando passageiros abalados. A forma do casco produzia bolsas de vácuo em cada lado, diminuindo a velocidade do navio. O transatlântico prosseguiu a sua viagem calmamente e chegou ao destino com algumas horas de atraso. Em última análise, isso custou milhares de dólares à Cunard Line em consumo desnecessário de combustível.

## Primeira Guerra Mundial

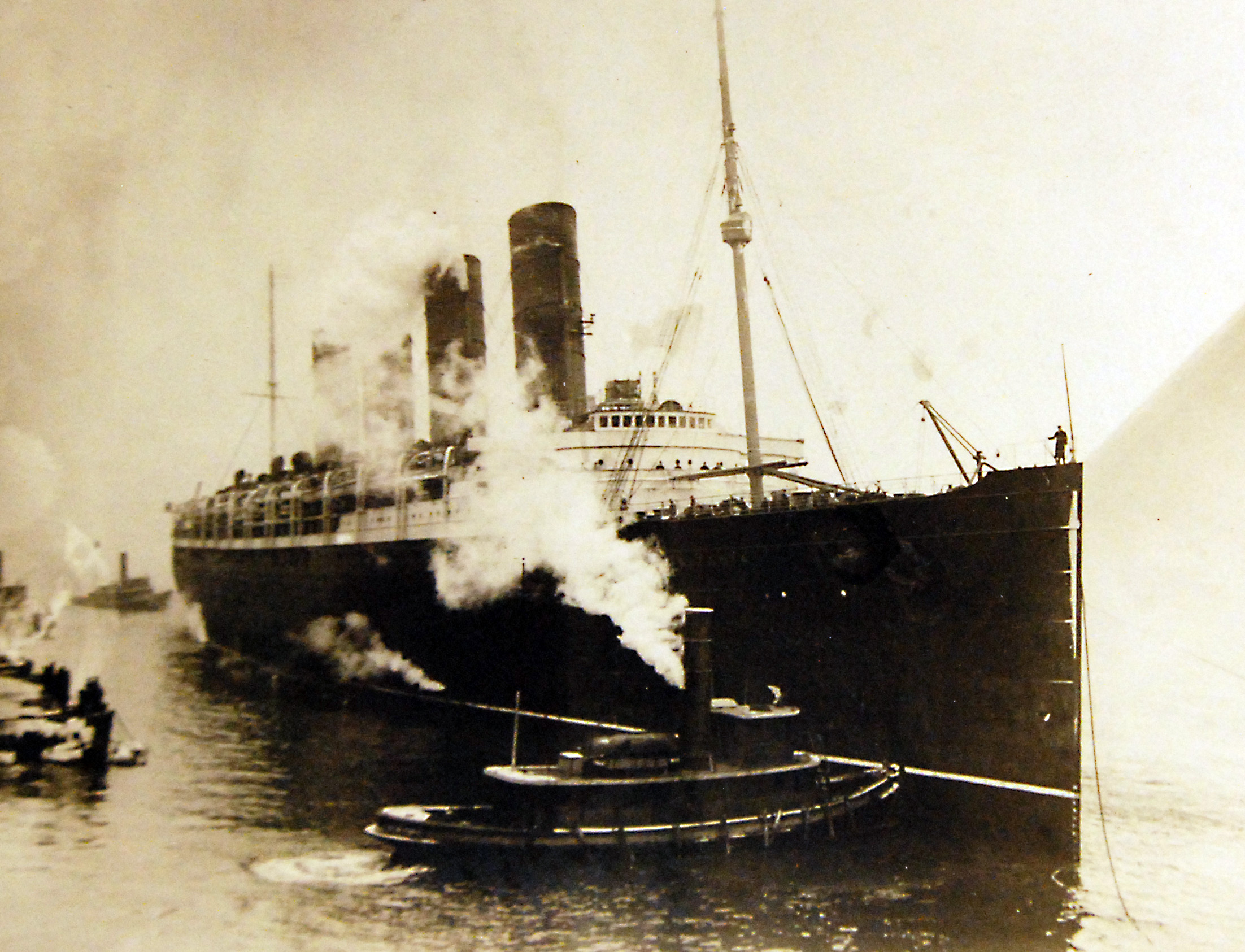
O Lusitania chegando em Nova Iorque em março de 1914.

Quando a guerra foi declarada em 1914, o Lusitania estava prestes a retornar para a Inglaterra e após voltar, foi rapidamente requisitado pelo Almirantado Britânico como um cruzador mercante armado (AMC) e foi colocado na lista oficial de AMCs. O Lusitania permaneceu na lista oficial da AMC e foi listado como cruzador auxiliar na edição de 1914 do Jane's All the World's Fighting Ships, junto com o Mauretania. Com isso, navios mercantes receberam ordens de albaroar submarinos que emergiram para emitir os avisos exigidos pela Regra dos Cruzadores. A Declaração de Paris codificou as regras para compromissos navais envolvendo embarcações civis. As chamadas Regras do Cruzador exigiam que a tripulação e os passageiros de navios civis fossem protegidos, se caso, o navio fosse confiscado ou afundado. Essas regras também colocavam um certo compromisso sobre o próprio navio, na medida em que o navio mercante deveria estar arvorando sua própria bandeira e não fingindo ser de uma nacionalidade diferente.
Com o início das hostilidades, os temores pela segurança do Lusitania e de outros grandes transatlânticos aumentaram. Durante 1914-1915, muitos transatlânticos se tornaram navios de transporte de tropas ou navio-hospitalar, mas este transatlântico foi o oposto de tudo isso, e continuando no serviço comercial. Embora as reservas de passagens não fossem de forma alguma fortes durante aquele outono e inverno, mas a demanda era forte o suficiente para mantê-lo no serviço civil. A partir do outono de 1914, o Lusitania foi o último grande navio de passageiros remanescente na rota do Atlântico Norte, uma vez que todos os outros navios comparáveis foram parados durante a guerra ou usados como transporte de tropas ou navio-hospital. Medidas de economia foram tomadas, como uma delas foi o isolamento da sala de caldeiras nº 4 para economizar carvão e custos de tripulantes, e isso fez com que a sua velocidade máxima reduzisse de 25 nós (46 km/h) para 21 nós (39 km/h). A segurança do navio era tanto, que em suas primeiras viagens durante a guerra, ele foi pintado em um esquema de cores cinza, a fim de esconder a identidade do navio e dificultar a detectação visualmente. Mas logo esse sistema foi abandonado, pois as cores antigas foram devolvidas ao navio que recebeu as suas chaminés nas cores libré da Cunard, sua superestrutura de branco e com o casco preto. Mas uma nova adição ao casco foi feita, uma faixa de cor bronze/ouro foi colocada em volta do casco e marcava a divisão da superestrutura e do casco.
No início de 1915, uma nova ameaça começou a se materializar: os submarinos. No início, eles foram usados pelos alemães apenas para atacar navios navais, algo que eles conseguiram apenas ocasionalmente, mas às vezes com sucesso espetacular. Em seguida, os U-boats começaram a atacar navios mercantes às vezes, embora quase sempre de acordo com as antigas Regras dos Cruzadores. Em 4 de fevereiro de 1915, a Alemanha declarou os mares ao redor da Grã-Bretanha e Irlanda uma zona de guerra: a partir de 18 de fevereiro, os navios aliados na área seriam afundados sem aviso prévio. Esta não foi uma guerra submarina totalmente irrestritacomo esforços seriam feitos para evitar afundar navios neutros. O Lusitania estava programado para chegar a Liverpool em 6 de março de 1915, com isso, o Almirantado emitiu suas instruções específicas sobre como evitar submarinos. O almirante, Henry Oliver, ordenou que o HMS Louis e o HMS Laverock escoltassem o Lusitania e tomou a precaução adicional de enviar o navio-Q, HMS Lyons para patrulhar a Baía de Liverpool. O comandante do contratorpedeiro tentou descobrir o paradeiro do transatlântico enviando um telegrama para a Cunard, que se recusou a dar qualquer informação e o encaminhou para o Almirantado. No mar, os navios contactaram o Lusitania através do telégrafo, mas não tinha os códigos usados para se comunicar com os navios mercantes. O capitão do Lusitania na época, Daniel Dow, recusou-se a dar sua própria posição, exceto em código, e como estava, de qualquer forma, a alguma distância das posições que eles deram, seguiu para Liverpool sem escolta. Após este ocorrido, o capitão Dow, aparentemente sofrendo de estresse, deixou o comando do navio no começo de abril daquele ano, após obter uma licença médica com suspeitas de úlceras estomacais, devido a falta de sono e má alimentação que Dow tinha quando comandava o Lusitania nas primeiras viagens durante a guerra. Dow deixou o mar em 1915 e retornou em meados de 1916, a bordo do Mauretania.
Em 17 de abril de 1915, o Lusitania deixou Liverpool pela última vez e fazendo a sua 201ª viagem transatlântica, agora sob o comando do experiente capitão, William Thomas Turner, o navio acabou chegando a Nova Iorque em 24 de abril. Um grupo de germano-americanos, esperando evitar controvérsias se o transatlântico fosse atacado por um submarino, discutiu suas preocupações com um representante da embaixada alemã. Em 22 de abril daquele mesmo ano – dois dias antes da chegada do Lusitania –, a Embaixada Alemã emitiu um aviso nos principais cinquentas jornais americanos sobre navegar em navios britânicos em uma zona de guerra. 

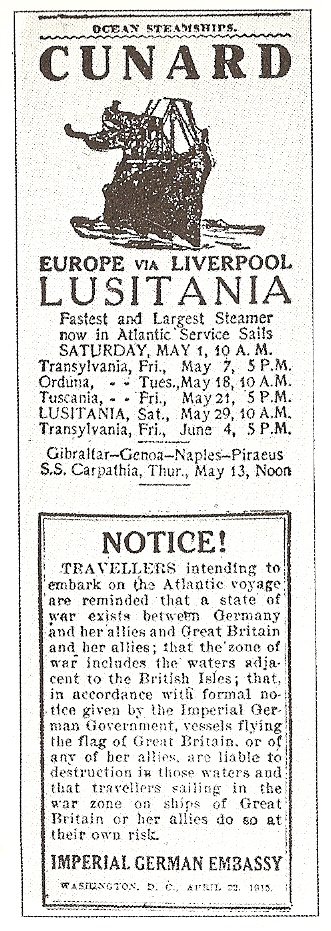
Anúncio de viagens de navios da Cunard Line, em destaque o Lusitania e logo abaixo o aviso da Embaixada Alemã Imperial, em Washington, em 22 de abril de 1915.

O aviso foi emitido abaixo de um anúncio sobre próximas viagens de navios da Cunard, como o RMS Transylvânia, SS Tuscania e SS Orduña. Mas este aviso foi impresso nos jornais de Nova Iorque apenas no dia 1° de maio, o dia da partida do Lusitania, no entanto, poucas pessoas que haviam reservado passagem no Lusitania ficaram incomodadas com esse aviso, mas o grande transatlântico que estava programado para partir de mais cedo naquele dia, foi considerado muito seguro. Embora seis das caldeiras do navio tenham sido desligadas para economizar combustível, ele ainda conseguia manter facilmente uma boa velocidade de 21 nós, tornando-o o navio mais rápido no Atlântico Norte na época. Portanto, seria uma tarefa difícil para um potencial U-boat o acompanhá-lo.

## A Última Viagem

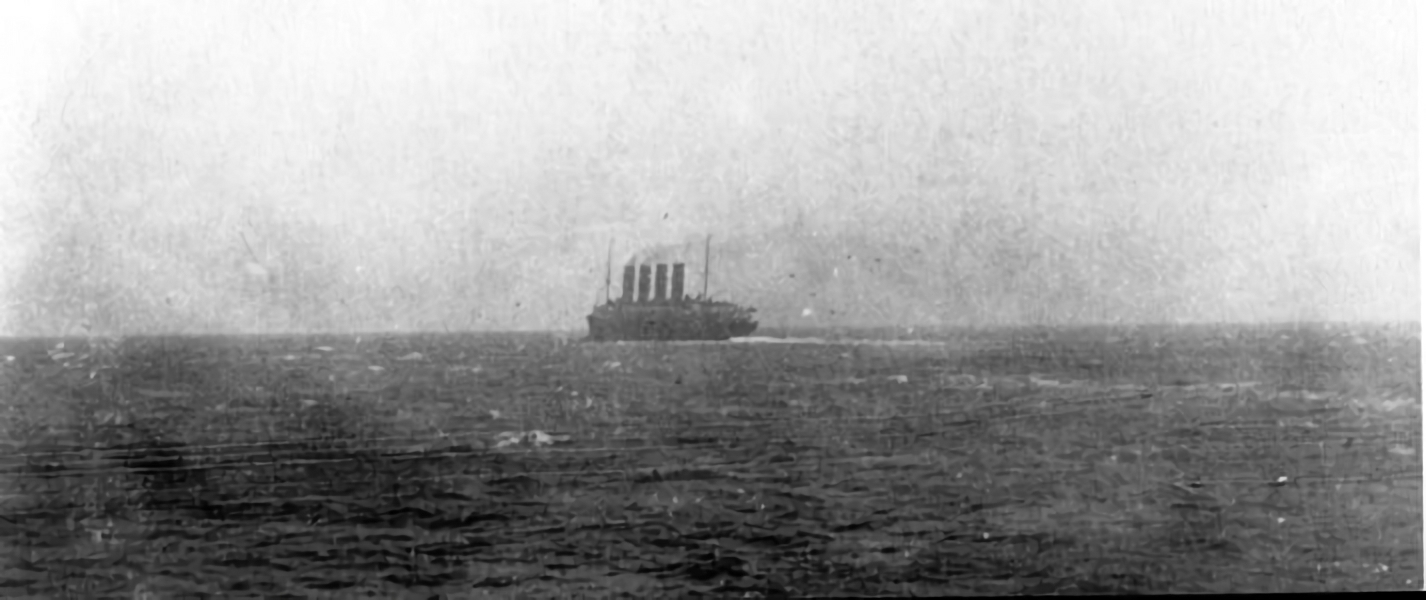
Última foto do Lusitania, fotografia essa tirada em 1° de maio a bordo do HMS Glory.

O Lusitania saiu de Nova Iorque com destino a Liverpool num sábado chuvoso, 1° de maio de 1915. Às 12h20, o Lusitania zarpou do píer 54 da Cunard Line em Nova York, sob o comando do capitão William Turner e a bordo encontravam-se 1.959 pessoas, sendo delas 694 tripulantes e 1.265 passageiros. Entre esses passageiros, nomes famosos estavam a bordo como: o milionário, Alfred Vanderbilt, o filósofo americano, Elbert Hubbard, a atriz Josephine Brandell e entre outros. Embora a maioria eram cidadãos britânicos, bem como um grande número de canadenses, juntamente com 128 americanos. Programado para sair às 10h, o Lusitania partiu com duas horas de atraso devido ao recolhimento de 41 passageiros do transatlântico da Anchor Line, o SS Cameronia, que teve a sua viagem cancelada. Existe alguns relatos que pouco depois da partida do navio, três homens de língua alemã foram encontrados a bordo escondidos na despensa de um comissário. O detetive inspetor, William Pierpoint, da polícia de Liverpool, que estava viajando disfarçado de passageiro de primeira classe, interrogou-os antes de trancá-los nas celas para mais interrogatórios quando o navio chegar em seu destino.
Durante a viagem do Lusitania pelo Atlântico, o capitão Turner tentou acalmar os passageiros explicando que a velocidade do navio a deixava a salvo de ataques de submarinos. Na noite de 6 de maio, o Lusitania recebeu duas advertências sobre o submarino alemão, U-20, que havia torpedeado cerca de três navios durante os dias passados e rapidamente o capitão Turner tomou o que considerou preocupações prudentes. Nesta mesma noite, ocorria um concerto do fundo Seamen's Charities, que ocorreu em todo o navio e o capitão foi obrigado a comparecer ao evento no salão da primeira classe, onde apresentou as novas ordens no navio. Às 05h da manhã do dia 7 de maio, o Lusitania estava a 120 milhas (190 km) a sudoeste de Farnest Rock, na ponta sul da Irlanda, onde encontrou o navio de embarque de patrulha, Partridge. Às 06h, uma forte neblina chegou e vigias extras foram colocados. À medida que o navio se aproximava da Irlanda, o capitão Turner ordenou que fossem feitas sondagens de profundidade e às 08h00 para que a velocidade fosse reduzida para dezoito nós, depois para 15 nós e para que o apito fosse soado. Alguns dos passageiros ficaram perturbados porque o navio parecia estar anunciando sua presença. Às 10h, o nevoeiro começou a se dissipar, ao meio-dia foi substituído por um sol brilhante sobre um mar claro e suave e a velocidade aumentou para 18 nós.
Por volta das 11h do dia 7 de maio, o Almirantado transmitiu outro aviso por rádio a todos os navios, provavelmente como resultado de um pedido do presidente da Cunard na época, Alfred Booth, que estava preocupado com o Lusitania: "U-boats ativos na parte sul do Canal da Irlanda. vinte milhas ao sul de Coningbeg Light Vessel". Booth e toda Liverpool tinham recebido notícias dos naufrágios, que o Almirantado tinha conhecimento pelo menos às 3h da manhã. O capitão Turner ajustou a direção do Lusitania para nordeste, sem saber que este relatório estava relacionado aos eventos do dia anterior e aparentemente pensando que submarinos seriam mais propensos a manter o mar aberto, de modo que o Lusitania estaria mais seguro perto de terra.  Às 13h00, outra mensagem foi recebida: "Submarino cinco milhas ao sul deCape Clear prosseguindo para o oeste quando avistado às 10h00". Este relatório era impreciso, pois nenhum submarino estava naquele local, mas deu a impressão de que pelo menos um submarino havia passado com segurança. 

## O Naufrágio

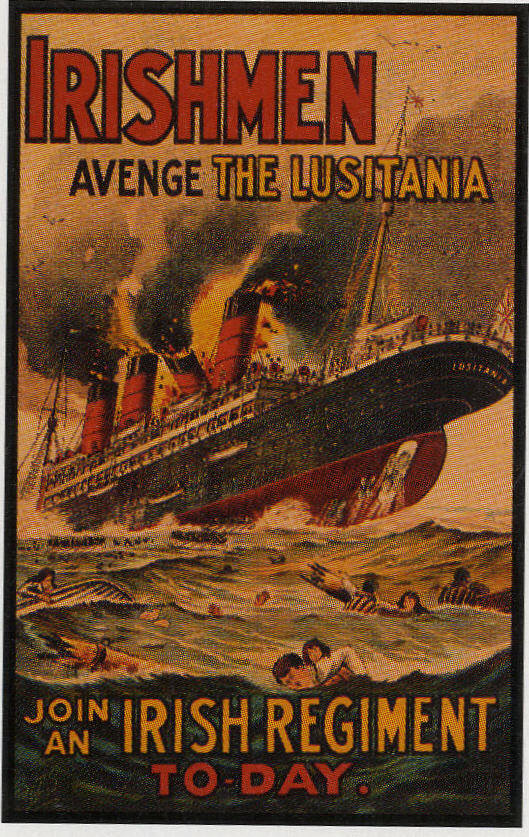
Cartaz mostrando o Naufrágio do navio

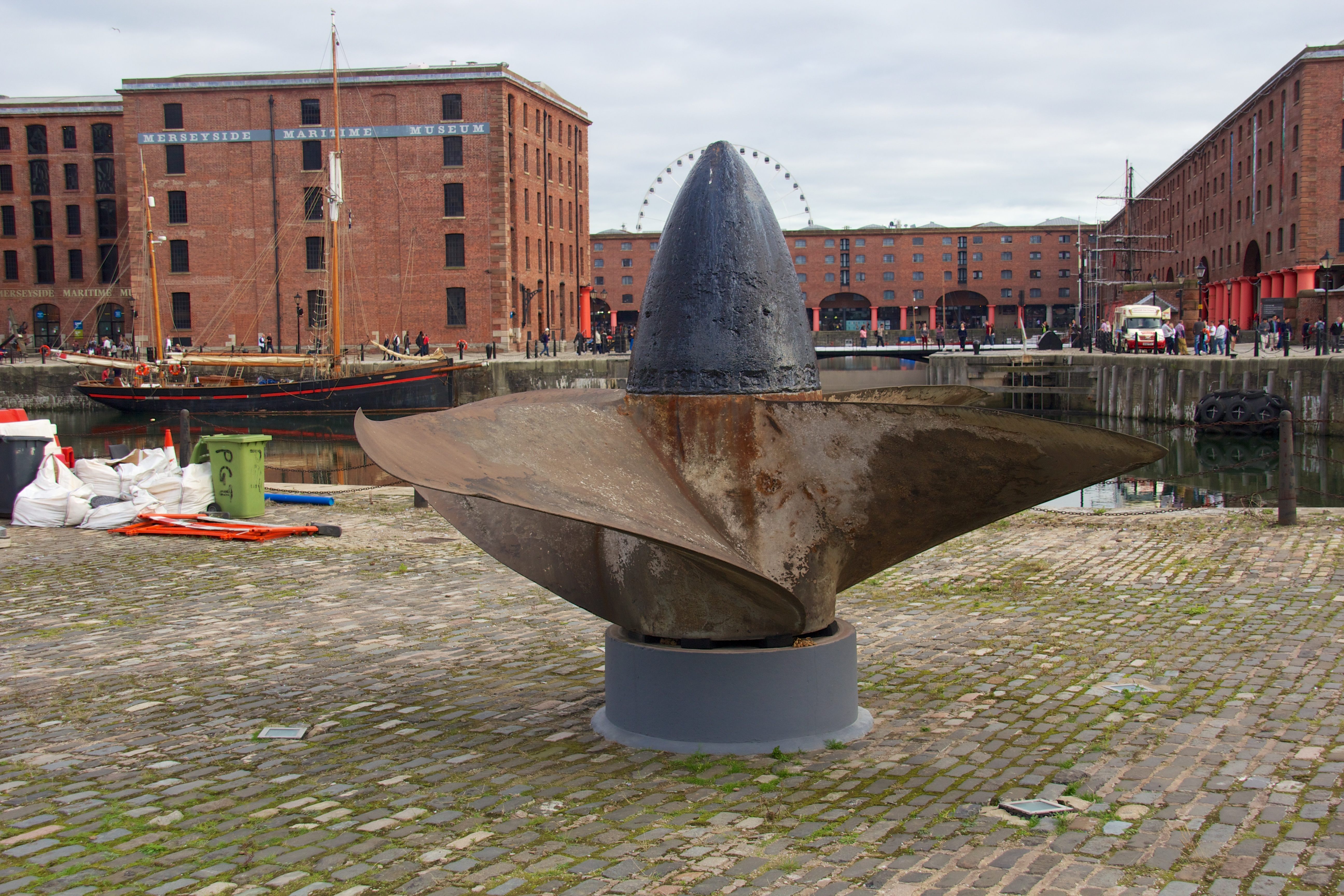
Hélice do Lusitania em exposição em Liverpool

No dia 6 de Maio, quinta-feira, o comandante foi informado de que havia submarinos alemães no local.
Na manhã do dia 7 de Maio, sexta-feira (dia do naufrágio), por volta das 14h10, o Lusitania foi atingido por um torpedo no seu lado de estibordo. O navio possuía botes para todos os passageiros, mas não teve as suas máquinas paradas, pois a sala das caldeiras estava sendo inundada, o que levou à morte de muitas pessoas, já que muitos botes não foram lançados. O Lusitania afundou em apenas 18 minutos , por volta de 14h28. A razão principal para o naufrágio do Lusitania não foi o torpedo, e sim o fato de que seu comando não fechou as comportas estanques, além do fato de o navio carregar armas e munições.
Às 14h14, as luzes da terceira classe se apagaram devido a um pequeno incêndio nos geradores de energia. Às 14h22, o primeiro bote saiu com 45 pessoas, todas da primeira classe. Nesse momento, os passageiros da terceira classe já estavam encurralados, pois a água já começara a invadir o último pavimento da terceira classe, deixando esses passageiros sem saída. Às 14h23, os passageiros que estavam presos foram liberados, mas grande parte das pessoas a bordo já havia morrido por afogamento ou por hipotermia.
O desespero era geral, as pessoas lutavam por um lugar nos botes.
Às 14h24, as luzes da segunda classe começaram a piscar, e a água invadiu a proa. Enquanto isso, o navio continuava navegando sem rumo pelo oceano, já que as máquinas não foram desligadas. A popa do navio se inclina para estibordo e avante. Às 14h25, a água invade o deque A e o primeiro pavimento da grande escadaria.
O desespero em sair logo do navio fez com que muitos botes saíssem com mais pessoas do que eram capazes de suportar, e esse peso em excesso fez com que alguns botes virassem antes mesmo de partirem, atirando vários adultos e crianças ao mar.
Às 14h26, a terceira classe e a segunda classe adernam por completo, deixando vários passageiros presos. Às 14h27, a água chega ao convés dos botes e começa a tragar o navio. Pelo menos 1,6 mil pessoas ainda estão a bordo, pois não conseguiram entrar nos botes. Às 14h28, o navio é engolido completamente e os passageiros são lançados ao mar. Dos 1 257 passageiros e 702 tripulantes a bordo, 1 198 morrem por afogamento ou por hipotermia (a temperatura da água é muito baixa nesse local).
Apenas 761 pessoas sobreviveram. Entre os sobreviventes estava o marinheiro britânico George Beauchamp, que já tinha sobrevivido ao naufrágio do RMS Titanic.